# Motyžyn
Motyžyn (ukrajinsky Мотижин) je vesnice na Ukrajině, v Bučském rajónu v Kyjevské oblasti, leží 48 km  od Kyjeva a 14,5 km  jihovýchodně od Makarivu. Leží při řece Buča u rybníka Stavok. Obec měla k roku 2020 1209 obyvatel.

## Historie

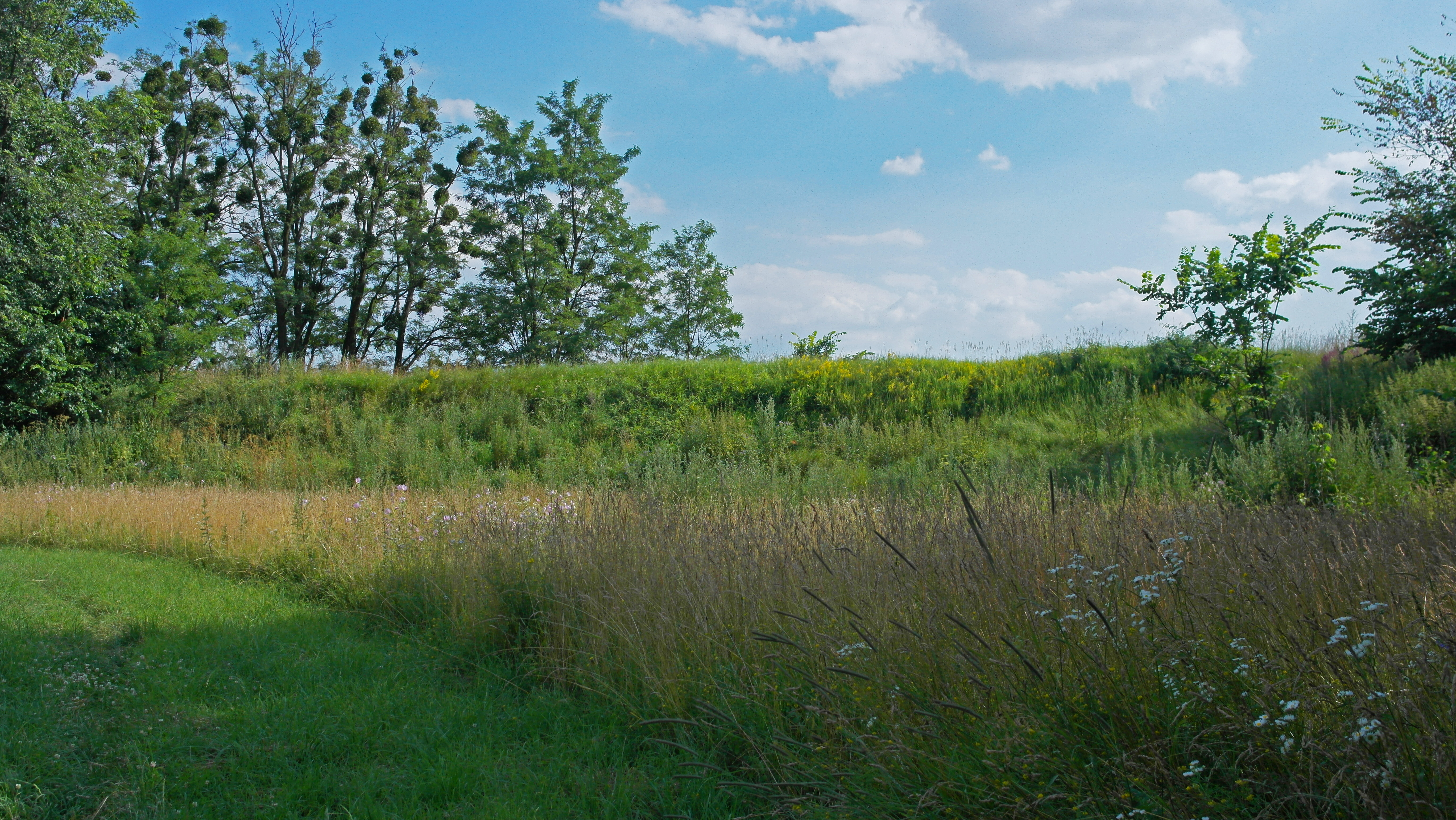
Dračí val

Území bylo osídleno již v pravěku, archeologické nálezy tripolské kultury pocházejí z období neolitu, asi 5000 let před naším letopočtem. 
Devět valů zvaných Dračí valy  svědčí o osídlení z období skytské kultury a byly datovány archeologickými nálezy do 1. století př. n. l. .
Vesnice Motyžyn je poprvé písemně doložena v letopisech k roku 1162 v Kyjevském knížectví jako Mutyžir (Мутижир). V západní části obce, na návrší u pramene řeky Buči se nacházejí pozůstatky slovanského hradiště. Osada byla obehnána hliněným valem do výšky 5 metrů, zčásti zachovaným z jižní a západní strany, a také příkopem. Kulturní vrstva obsahovala archeologické nálezy z 11. až 13. století i pozdější. 
Od 10. července 1941 do 7. listopadu 1943 byla obec obsazena wehrmachtem, při ústupu nacisté postříleli desítky místních obyvatel a vojáků Rudé armády.

## Ruská invaze 2022

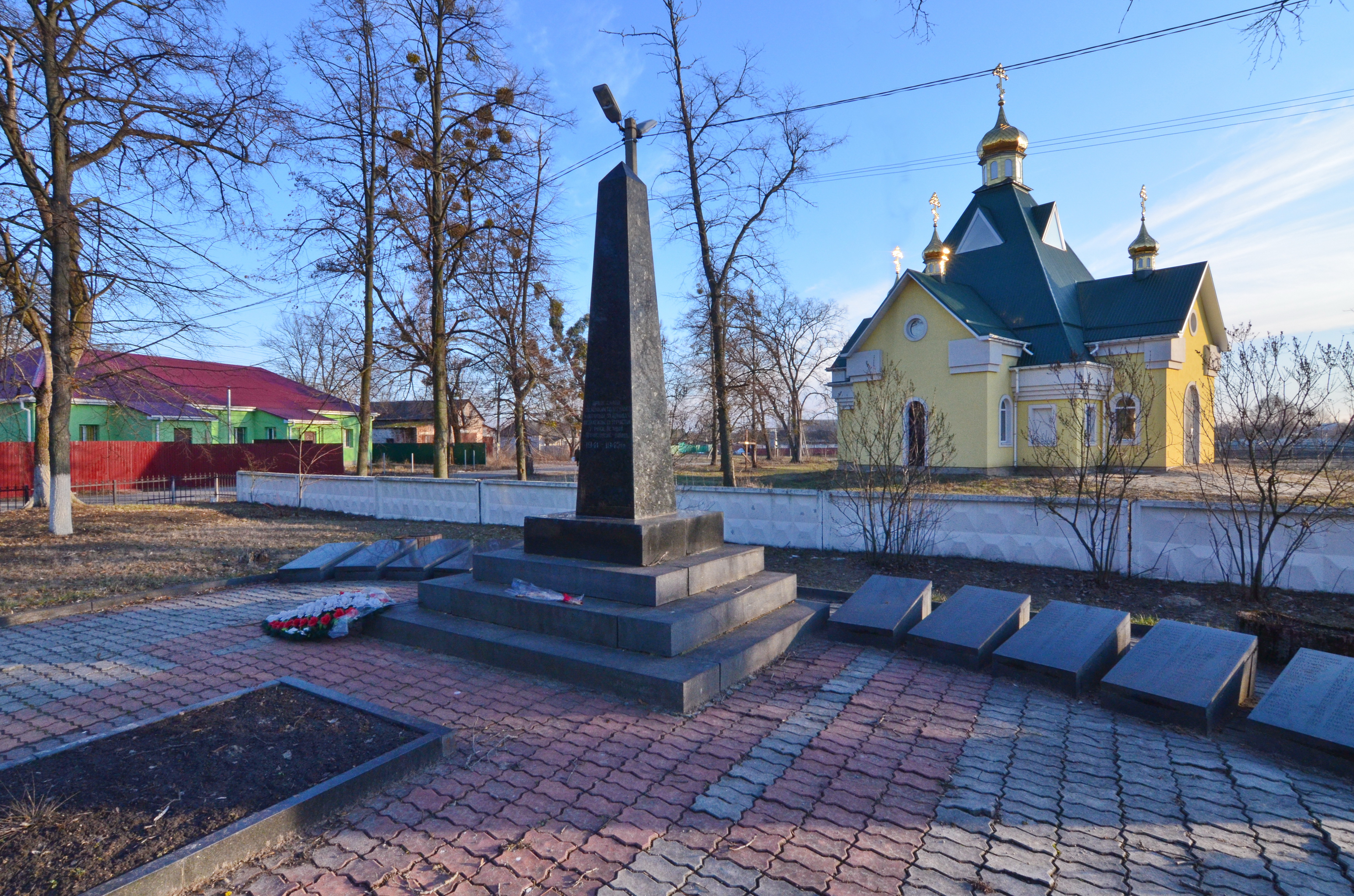
Kostel sv. Jiří a památník obětí fašismu

Po dobytí vesnice ruským vojskem 23. března 2022 bylo zajato 20 místních obyvatel a následující den byli zastřeleni. Starostka Olha Suchenko (1971-2022), která stála v čele obce 16 let, s manželem Ihorem Suchenkem (1966-2022) a synem Aleksandrem (který byl profesionálním fotbalistou) byli zastřeleni a pohřbeni v mělkém hrobě nedaleko statku. Nález hrobu byl oznámen 2. dubna. Pravděpodobně ve vesnici jednal zrádce, který okupantům dům starostky prozradil.Ukrajinští vojáci získali vesnici s celým rajónem zpět během dubna 2022.

## Památky a kultura
- Dračí valy – devět valů z 1. století př. n. l. z období skytské kultury
- Kostel sv. Jiří – na starších základech půdorysu řeckého kříže byl přestavěn v 19. století a rekonstruován po roce 1990; slavnost svatého Jiří se v obci každoročně slaví 9. května jako Den Motyžyna